# Sender Goli Vrh
Der Sender Goli Vrh ist eine Sendeanlage für Hörfunk in Goli Vrh, einem Dorf im Südwesten Sloweniens. Als Antennenträger kommt ein Schleuderbetonmast zum Einsatz.

## Analoger Hörfunk (UKW)
| Frequenz (MHz) | Programm | RDS PS   | RDS PI | Regionalisierung | ERP (kW) | Antennendiagramm rund (ND)/gerichtet (D) | Polarisation horizontal (H)/vertikal (V) |
| -------------- | -------- | -------- | ------ | ---------------- | -------- | ---------------------------------------- | ---------------------------------------- |
| 102,6          | Radio 94 | __R94___ | 9409   | −                | 0,5      | D (260–130°)                             | V                                        |